# Эльстер (Эльба)
Эльстер (нем. Elster) — коммуна в Германии, в земле Саксония-Анхальт.
Входит в состав района Виттенберг. Подчиняется управлению Эльбауэ-Флеминг. Население составляет 1987 человек (на 31 декабря 2022 года). Занимает площадь 20,68 км². Официальный код — 15 1 71 017.
Коммуна подразделяется на 4 сельских округа.